# Ауреліу Мігел
Ауреліу Фернандес Мігел (порт. Aurélio Fernández Miguel; нар. 10 березня 1964, Сан-Паулу) — бразильський дзюдоїст, олімпійський чемпіон 1988 року, бронзовий призер Олімпійських ігор 1996 року, призер чемпіонатів світу.

## Виступи на Олімпіадах
| Олімпіада      | Дисципліна | Місце |
| -------------- | ---------- | ----- |
| Сеул 1988      | до 95 кг   | 1     |
| Барселона 1992 | до 95 кг   | 9     |
| Атланта 1996   | до 95 кг   | 3     |